# Glogovac (Jagodina)
Pour les articles homonymes, voir Glogovac.
Glogovac (en serbe cyrillique : Глоговац) est une localité de Serbie située sur le territoire de la ville de Jagodina, district de Pomoravlje. Au recensement de 2011, elle comptait 1 288 habitants.
Glogovac est officiellement classé parmi les villages de Serbie.

## Démographie

### Évolution historique de la population
| 1948  | 1953  | 1961  | 1971  | 1981  | 1991  | 2002  | 2011  |
| ----- | ----- | ----- | ----- | ----- | ----- | ----- | ----- |
| 1 951 | 1 970 | 2 002 | 1 965 | 1 921 | 1 840 | 1 561 | 1 288 |

|  |

## Personnalité
L'architecte Momir Korunović (1883-1969) est né à Glogovac.